# Delphinium leroyi
Delphinium leroyi là một loài thực vật có hoa trong họ Mao lương. Loài này được Franch. ex Huth mô tả khoa học đầu tiên năm 1873.